# ادمیر کاندیدو
ادمیر کاندیدو (انگلیسی: Ademir Candido؛ زادهٔ ۳۰ ژانویهٔ ۱۹۹۵) بازیکن فوتبال اهل برزیل است.
از باشگاه‌هایی که در آن بازی کرده‌است می‌توان به باشگاه فوتبال هلسینکی اشاره کرد.